# 柏納·納德勒
柏納·納德勒（Bernard Nadler），是美國廣播公司懸疑類電視連續劇《迷失》的角色之一，由山姆·安德森（Sam Anderson）飾演。